# Ian Murdock
Ian Ashley Murdock (født 28. april 1973 i Konstanz i Tyskland, død 28. december 2015 i San Francisco i USA) var en amerikansk programmør samt grundlægger af GNU/Linux-distributionen Debian.
I 1993 skrev Murdock Debian-manifestet, mens han læste ved Purdue University, hvorfra han fik sin bachelorgrad i datalogi i 1996. Han opkaldte Debian efter sig selv og sin daværende kæreste Debra – deraf Deb(ra) og Ian.
Han har været ansat som programmør ved University of Arizona, haft egen virksomhed (Progeny Linux Systems), været CTO hos Free Standards Group og senere Linux Foundation, været formand for Linux Standard Base, projektleder hos Sun Microsystems, indtil virksomheden blev slået sammen med Oracle, hvor han valgte at sige op. Desuden har han siddet i bestyrelsen af Linux International og Open Source Initiative. Ved sin død var han ansat hos Docker.